# 中国火车头体育协会
中国火车头体育协会又称火车头体育协会、火车头体协，是中国铁路行业的体育协会，亦是中国大陆最早创建的行业性体育协会。管理行业性体育队伍——中国火车头体育工作队有限公司。协会办公地址即中国国家铁路集团办公地址——北京市海淀区复兴路10号。
火车头体协由铁道部创建于1952年。最早隶属铁道总工会，是铁道部直属单位。1988年，联合国教育、科学及文化组织向火车头体协颁发发展体育突出贡献奖，成为中国第一个获此荣誉的体育组织。2013年，铁道部改制，隶属中国铁路总公司。中国铁路总公司设置的中华全国铁路总工会负责联系中国铁路文工团、中国火车头体育协会，协助管理中国火车头体育工作队。同时，协助管理火车头体工队正处级以上干部和下一级工会负责人。2018年时，为中国企业体育协会的副主席单位。